# Préludes de Debussy
Ne doit pas être confondu avec Prélude à l'Après-midi d'un faune.
Pour les articles homonymes, voir Préludes pour piano.

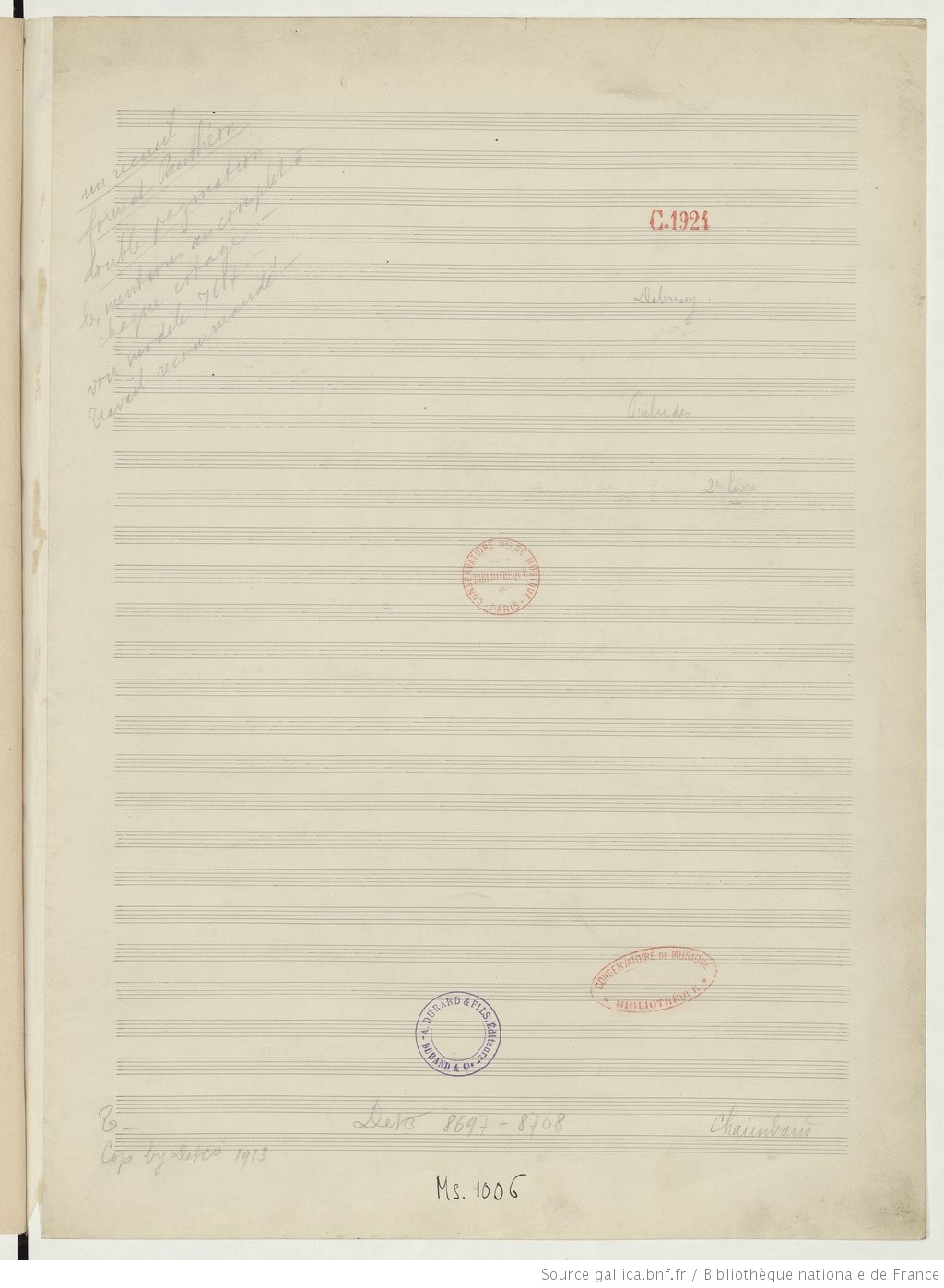
Page de titre du manuscrit autographe du 2e livre des Préludes.

Les Préludes de Claude Debussy sont 24 pièces pour piano  réparties en deux Livres, et composées entre décembre 1909 et avril 1913.

## Présentation
Avec En blanc et noir et le recueil des douze Études, tous deux composés en 1915, les 24 Préludes marquèrent l'aboutissement de la pensée pianistique de Debussy. C'est en hommage aux 24 préludes de Frédéric Chopin que Debussy choisit cette appellation pour ces compositions très libres. Le compositeur considérait chacune d'entre elles comme une œuvre à part entière.
Considérés comme un sommet de la musique impressionniste, les Préludes de Debussy sont regardés comme une invitation au voyage et à la rêverie plus que comme une peinture descriptive. Debussy lui-même avait déclaré à propos de ses Estampes (1903) : « Quand on n'a pas les moyens de se payer des voyages, il faut suppléer par l'imagination. » Le musicien prend soin de n'indiquer les titres de ses Préludes qu'en fin de morceau, entre parenthèses et après points de suspension, de façon à permettre à l'interprète de découvrir ses impressions propres sans être influencé par celles du compositeur. Les titres étaient choisis pour créer chez l'auditeur des associations d'images ou de sensations. Certains restent d'ailleurs équivoques : Voiles, par exemple, peut s'interpréter indifféremment au masculin ou au féminin.
Les numéros 1, 2, 10, 11 du premier livre ont été créés par Debussy le 25 mai 1910 à la Société musicale indépendante, les numéros 5, 8, 9 ont été créés par Ricardo Viñes le 14 janvier 1911 à la Société nationale, les numéros 3, 4, 6, 12 par Debussy le 29 mars 1911 aux Concerts Durand. La première exécution intégrale du premier livre est donnée par Jane Mortier à la salle Pleyel, le 3 mai 1911. Les numéros 4, 7, 12 du second livre ont été créés par Ricardo Viñes le 5 avril 1913 à la Société nationale.

## Premier Livre

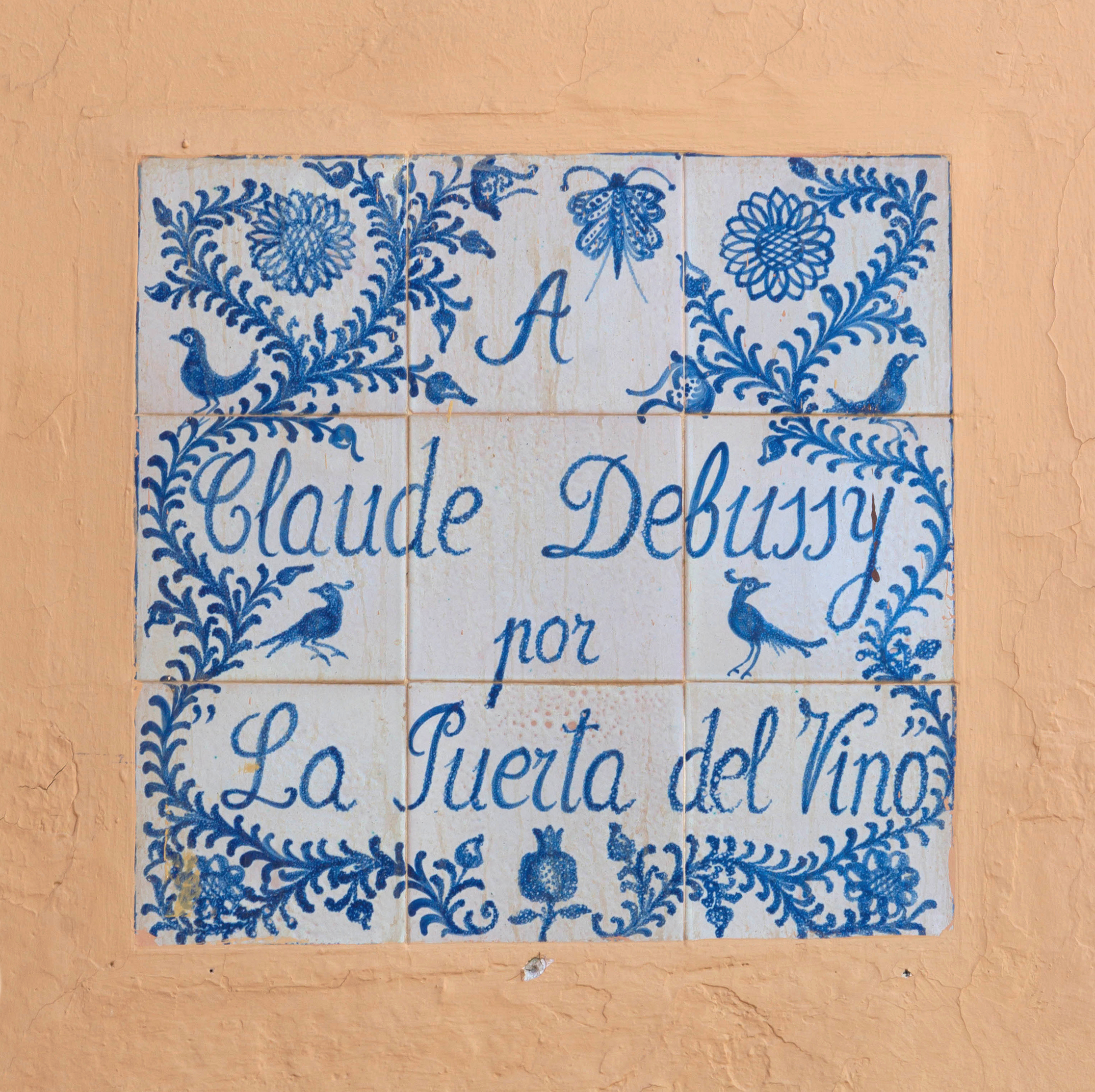
Hommage à Claude Debussy pour « La Puerta del Vino », Alhambra de Grenade, Espagne.

Il est composé en un temps très bref, de décembre 1909 à février 1910. Certaines pièces ont été rédigées en un seul jour.
1. Danseuses de Delphes. Lent et grave
2. Voiles. Modéré
3. Le Vent dans la plaine. Animé
4. « Les sons et les parfums tournent dans l'air du soir ». Modéré
5. Les collines d'Anacapri. Très modéré
6. Des pas sur la neige. Triste et lent
7. Ce qu'a vu le vent d'ouest. Animé et tumultueux
8. La Fille aux cheveux de lin. Très calme et doucement expressif
9. La Sérénade interrompue. Modérément animé
10. La Cathédrale engloutie. Profondément calme
11. La danse de Puck. Capricieux et léger
12. Minstrels. Modéré

## Deuxième Livre
La composition du deuxième Livre s'étend sur trois ans, de 1910 à 1912.
1. Brouillards. Modéré extrêmement égal et léger
2. Feuilles mortes. Lent et mélancolique
3. La Puerta del vino (La porte du vin). Mouvement de Habanera avec de brusques oppositions d'extrême violence et de passionnée douceur
4. Les Fées sont d'exquises danseuses. Rapide et léger
5. Bruyères. Calme – Doucement expressif
6. « Général Lavine » – eccentric. Dans le style et le mouvement d'un Cake-walk
7. La terrasse des audiences du clair de lune. Lent
8. Ondine. Scherzando
9. Hommage à S. Pickwick Esq. P.P.M.P.C.. Grave
10. Canope. Très calme et doucement triste
11. Les Tierces alternées. Modérément animé
12. Feux d'artifice. Modérément animé

## Orchestrations
Il existe plusieurs orchestrations, par divers compositeurs, de certaines de ces pièces ou de leur intégralité.

## Adaptations
La musique du film Le Portrait de Jennie réalisé par William Dieterle en 1948 est une adaptation par Dimitri Tiomkim des Préludes de Debussy.

## Autres préludes pour piano de Debussy
Pour le piano et Suite bergamasque sont deux œuvres qui s'ouvrent par un Prélude. Ils ne font évidemment pas partie des présents livres des Préludes.

## Discographie
Les Préludes sont l'objet de très nombreuses interprétations, en volume séparé, en intégrale ou seulement un choix de pièces. On peut signaler les intégrales suivantes : Alekseï Lioubimov, Arturo Benedetti Michelangeli, François Chaplin, Krystian Zimerman et plus récemment Hiroko Sasaki.

### Intégrales
Le tableau ci-dessous, présente les pianistes ayant gravé l'un des deux cahiers, ou les deux.
|     | pianiste                      | livres I/II | date                                          | label/ref.                                                                              | note |
| --- | ----------------------------- | ----------- | --------------------------------------------- | --------------------------------------------------------------------------------------- | --- |
| 1   | Robert Casadesus              | II          | 12 juin 1945                                  | Columbia Masterworks ML 4019 / ML 4978 / Cascavelle VEL2012                             | Enregistrement à New York, Liederkranz Hall. |
| 2   | Alfred Cortot                 | I           | 24 octobre 1949                               | HMV / « Grands pianistes XXe siècle » Philips 456 754-2                                 | « Cette interprétation du premier Livre des Préludes, très admiré en son temps, reste admirable par l'intelligence du texte et par l'émotion qui se dégage du jeu du pianiste. » |
| 3   | Hans Henkemans                | I/II        | 13-15 novembre 1951 [I]6-7 juin 1952 [I]      | Philips / « Hans Henkemans joue Debussy : les enregistrements Philips 1951-1957 » Decca | (OCLC 1238099807) Intégrale de l'œuvre pour piano. |
| 4   | Walter Gieseking              | I/II        | 15-16 août 1953 [I]9-10 décembre 1954 [II]    | Columbia Records 33CX1304 et 33CX1098/EMI CDH7 61004-2 / 5 67233 2 / Warner Classics    | (OCLC 1373840194) |
| 5   | Robert Casadesus              | I/II        | juin 1953                                     | Columbia Masterworks                                                                    | (OCLC 1138887169) Enregistrement à New York, Columbia 30th Street Studio. |
| 6   | Robert Casadesus              | I/II        | 4 août 1953janvier 1954                       | Columbia Masterworks ML4977/4978 / Sony Classical SM2K 60795 / 5033992                  | Enregistrement à Paris, Salle Apollo Columbia. |
| 7   | Robert Casadesus              | II          | 18 avril 1954                                 | Columbia                                                                                | |
| 8   | Albert Ferber                 | I/II        | 1955                                          | Ducretet Thomson LA. 1066-67 / EMI/Warner                                               | Intégrale de l'œuvre pour piano. |
| 9   | Friedrich Gulda               | I/II        | mai 1955                                      | Decca                                                                                   | |
| 10  | Friedrich Gulda               | I/II        | 1-3 juin 1955                                 | « Grands pianistes du XXe siècle » Philips 456 817-2                                    | (OCLC 40923511) |
| 11  | Marcelle Meyer                | I/II        | 1956                                          | EMI Classics 763368 2                                                                   | (OCLC 34869951) |
| 12  | Guiomar Novaes                | I           | novembre 1956                                 | Vox PL 10.180                                                                           | |
| 13  | Reine Gianoli                 | I           | 1957                                          | LP Westminster XWN 18513 / Véga C30A21                                                  | (BNF 38046207) Avec les Estampes. |
| 14  | Jean Casadesus                | I           | 23-25 mars 1959                               | LP RCA LSC-2415 / 88985321742-26                                                        | |
| 15  | Claude Kahn                   | I/II        | années 1960                                   | LP Epidaure EPI 110010 / EPI 110011                                                     | |
| 16  | Daniel Ericourt (ru)          | I/II        | 1960                                          | Kapp Records KDX-6501 / Ivory Classics 73006                                            | (OCLC 9377949 et 53987355) Intégrale de l'œuvre pour piano. |
| 17  | Jacques Février               | I/II        | 1961                                          | LP Véga C30A324 / C30A325                                                               | Avec les Études. |
| 18  | Henriette Faure               | I           | 1961                                          | LP Ducretet Thomson 350 C004                                                            | Avec les Estampes. |
| 19  | Werner Haas                   | I           | 2-5 juillet 1962/1963                         | Philips 438 718-2                                                                       | |
| 20  | Peter Frankl                  | I/II        | 1962                                          | Vox SVBX 5432/5433                                                                      | Intégrale de l'œuvre pour piano. (LP vol. 1 et 2). |
| 21  | Jörg Demus                    | II          | 1962                                          | SWR 10584                                                                               | Concert, Ludwigsburg. Avec Schumann, Kreisleriana, op. 16. |
| 22  | Monique Haas                  | I/II        | 1963                                          | DG                                                                                      | Avec les Études |
| 23  | Leonard Pennario              | I/II        | 1965                                          | RCA                                                                                     | (OCLC 1155479604) |
| 24  | Sviatoslav Richter            | II          | 26 mai 1967                                   | Melodiya CD 10 01622 / 50 CD MEL CD 10 02270 (Intégrale Richter)                        | Concert, Moscou, Grande salle du conservatoire (ru). |
| 25  | Sviatoslav Richter            | II          | 16 juin 1967                                  | 2 CD BBC Legends BBCL 4021-2                                                            | Concert, Snape Maltings. |
| 26  | Sviatoslav Richter            | II          | 17 mars 1968                                  | Nuova Era 2311 / Living Stage LS 4035150                                                | Concert, Prague. |
| 27  | Samson François               | I/II        | avril-mai/2 juillet 1968                      | EMI CMS 76934 2 / 9 646106 2 (Intégrale S. François)                                    | |
| 28  | Jörg Demus                    | I/II        | 1968                                          | LP Amadeo AVRS 130.030 / 130.031 / Membran                                              | Intégrale de l'œuvre pour piano. (LP vol. 5 et 6). |
| 29  | Friedrich Gulda               | I/II        | février 1969                                  | MPS Records 52001 / BASF                                                                | |
| 30  | Michel Béroff                 | I/II        | 1970                                          | EMI                                                                                     | (OCLC 772629735) |
| 31  | Jean Boguet                   | I/II        | 1970                                          | 4 CD Tudor 731/34                                                                       | Intégrale de l'œuvre pour piano. |
| 32  | Monique Haas                  | I/II        | décembre 1970 [I]avril 1971 [II]              | Erato                                                                                   | Intégrale de l'œuvre pour piano. |
| 33  | Jean-Rodolphe Kars            | I/II        | décembre 1970 [I]janvier 1971 [II]            | Decca 468 552-2                                                                         | Avec Messiaen. |
| 34  | Alekseï Lioubimov             | I/II        | 1971                                          | Melodiya MEL CD 10 020002                                                               | (OCLC 812260119) |
| 35  | Noël Lee                      | I/II        | juin/octobre 1971                             | Valois CMB19 / 4 CD V4440                                                               | Intégrale de l'œuvre pour piano. |
| 36  | Claude Helffer                | I/II        | 1972                                          | Harmonia Mundi HM 951/2/3                                                               | Avec les Études. |
| 37  | Dino Ciani                    | I/II        | 1972                                          | DG 2530 304/305 / 457 961-2                                                             | Avec d'autres œuvres interprétées par Tamás Vásáry. |
| 38  | Théodore Paraskivesco         | I/II        | 1976                                          | Calliope CAL 9831/4                                                                     | Intégrale de l'œuvre pour piano. Avec Ravel, Ma mère l'Oye et Habanera. |
| 39  | Paul Jacobs (en)              | I/II        | 1978                                          | Nonesush 9 73031-2 / 9 79474-2                                                          | |
| 40  | Arturo Benedetti Michelangeli | I/II        | 27-28 juin 1978 [I]août 1988 [II]             | DG 2531 200 / 427 391-2 / 413 450-2 / 459 033-2,                                        | « Tout, ici, est pesé, calculé, contrôlé, et le matériau qu'il emploie est d'une extraordinaire beauté. […] On ne peut imaginer ni interprétation plus parfaite, ni vision plus poétique. » Richter, au 22 décembre 1978 de ses carnets, rend compte du premier Livre : « Et voilà de nouveau cette totale perfection, mais dépourvue d'atmosphère, ainsi (à mon avis) que du charme absolument indispensable à ces Préludes. Néanmoins, exécution fanatiquement exacte du texte. C'est un vrai perfectionniste. Je trouve que cette exigence maximale vis-à-vis de l'instrument empêche pourtant l'envol de la fantaisie et l'expression d'un véritable amour de l'œuvre qu'il exécute avec une telle perfection. C'est « l'inspiration » qui fait défaut. […] Mais… on ne juge pas un maître. » |
| 41  | Claudio Arrau                 | I/II        | mars 1979 [I]24-30 septembre 1979 [II]        | Philips 9500 676 / 430 394-2/432 304-2/473 915-2                                        | « L'interprétation de Claudio Arrau est somptueuse. À la plénitude de la sonorité correspond la gravité du regard. Avec un total dédain de l'« impressionnisme » et de l'« anecdote », ce regard va au-delà des apparences. […] Cette interprétation est de celles dont on subit l'ascendant. » |
| 42  | Thérèse Dussaut               | I/II        | juin 1980                                     | LP FY 097                                                                               | Avec Children's corner. |
| 43  | Pascal Rogé                   | I/II        | 1980                                          | Decca                                                                                   | |
| 44  | Marie-Cécile Milan            | I           | 1981                                          | LP REM 10901                                                                            | |
| 45  | Arturo Benedetti Michelangeli | I           | 13 avril 1982                                 | BBC Legends BBCL 4043-2 / 3 CD BBCL 5002-2,                                             | Concert, Londres, Royal Festival Hall. Avec Grieg, Concerto pour piano, op. 16 (enregistré en 1965). |
| 46  | Youri Egorov                  | I/II        | 1984                                          | EMI / Œuvre complète 33 CD Warner Classics                                              | (OCLC 715529569) Intégrale de l'œuvre pour piano. |
| 47  | Anker Blyme                   | I/II        | 17-26 juillet 1985                            | Danacord DACO234                                                                        | (BNF 38125813) |
| 48  | Alain Planès                  | I/II        | 1985                                          | Harmonic Records HCD 8.506-07                                                           | La « précision lui permet de jouer d'un éventail de nuances d'une rare richesse et de distinguer avec subtilité les plans sonores. [Alain Planès] ne cherche jamais l'effet, ni même le pittoresque, et pourtant sa conception n'est point austère ; le sens de la volupté est au contraire omniprésent. Une intégrale d'une authenticité et d'une honnêteté admirables, celle d'un artiste rare. » Alain Planès utilise l'édition de François Lesure d'après les manuscrits et les corrections du compositeur. |
| 49  | Cécile Ousset                 | I/II        | août 1985                                     | EMI CDS 7 47608 8/Warner Classics                                                       | Avec Pour le piano et L'Ile joyeuse. |
| 50  | Jean-François Antonioli       | I/II        | 1986 [II]janvier 1989 [I]                     | Claves CD 50-8607 et CD 50-9008                                                         | Avec Six Épigraphes antiques [I] etBerceuse héroïque ; Page d'album ; Élégie [II]. |
| 51  | Gordon Fergus-Thompson (en)   | I/II        | juillet 1989                                  | Decca 4805764                                                                           | Intégrale de l'œuvre pour piano. |
| 52  | Lívia Rév                     | I/II        | 15-17 février 1990 [I]18-20 février 1991 [II] | Hyperion CDA 66416 et CDA 66487                                                         | [I] avec les Images I et [II] avec Images II. |
| 53  | Philippe Cassard              | I/II        | 7-9 juillet 1990                              | Adda 581 223 / Accord / Decca 476 4770                                                  | (OCLC 915165134 et 1153938631) Intégrale de l'œuvre pour piano. Piano de concert Bechstein 1898. |
| 54  | Martino Tirimo (en)           | I/II        | 19881991                                      | Alto ALC 4002                                                                           | Intégrale de l'œuvre pour piano. |
| 55  | Aldo Ciccolini                | I/II        | avril 1991                                    | EMI 5 73813 2 / 367563 2                                                                | Intégrale de l'œuvre pour piano. |
| 56  | Krystian Zimerman             | I/II        | 19-27 août 1991                               | DG 435 773-2                                                                            | |
| 57  | Paul Crossley                 | I/II        | 21-25 avril 1992                              | Sony SK 52 583 / SB4K 87744                                                             | (OCLC 1022848812 et 28768829) [I] avec les Images, Intégrale de l'œuvre pour piano vol. 1 ; [II] avec Estampes et Children's corner, vol. 2. |
| 58  | Jos van Immerseel             | I           | 2-4 juin 1992                                 | Channel Classics CCS 4892                                                               | Avec Images oubliées. Piano Érard 1897. |
| 59  | Catherine Collard             | I/II        | 1-4 juin 1993                                 | RCA 61865 2 / Newton Classics 8802208 / Sony                                            | |
| 60  | Michel Béroff                 | I/II        | 17-22 septembre 1994                          | Denon 5193633/CO-78848                                                                  | (OCLC 1116932671 et 37033817) [I] avec Children's Corner. [II] avec La plus que lente ; Berceuse héroïque ; Six épigraphes antiques |
| 61  | Jean-Yves Thibaudet           | I/II        | 15-18 octobre 1994 [I]9-12 août 1995 [II]     | Decca 452 022-2                                                                         | (OCLC 1349901495) Intégrale de l'œuvre pour piano. |
| 62  | Jean-Louis Haguenauer         | I/II        | 1995                                          | Ligia digital 0103023/24-95                                                             | (BNF 39129485) |
| 63  | Zoltán Kocsis                 | I/II        | mars 1996/février 1997                        | Philips 456 568-2                                                                       | Avec les Children's Corner et autres pièces. |
| 64  | François-Joël Thiollier       | I/II        | 25-27 septembre 1996                          | Naxos 8.553293,                                                                         | |
| 65  | Michel Dalberto               | I           | décembre 1997                                 | RCA 606292                                                                              | Avec les Images I. |
| 66  | Alice Ader                    | I/II        | septembre 1998 [I]août 2000 [II]              | Piano Vox PIA 538-2 / 517-2Ogam 488005-2                                                | [I] Avec Jeux (transcription du compositeur datée de 1913). [II] Avec les Children's Corner et l’Élégie. |
| 67  | Daniel Barenboim              | I           | 1998                                          | DG 479 8741                                                                             | À voir : Claude Debussy, Entre Quatre-Z-Yeux, film de Paul Smaczny (pt) ((en) DVD Kulture D4559). |
| 68  | Fou Tsong                     | I/II        | 1998                                          | Diem Classic                                                                            | Avec les Études. |
| 69  | Vladimir Viardo               | I/II        | 1998                                          | Pro Piano PPR 224 525                                                                   | |
| 70  | Jean-Pierre Armengaud         | I/II        | 1999                                          | Arts 47576-2                                                                            | |
| 71  | Bruno Canino                  | I/II        | 1999                                          | Stradivarius STR 33364                                                                  | |
| 72  | Alain Planès                  | I/II        | avril 1999                                    | Harmonia Mundi HMC 901 695                                                              | Intégrale de l'œuvre pour piano. Piano Bechstein 1898. |
| 73  | Melvyn Tan                    | I/II        | juillet 2003                                  | Deux-Elles DXL 1092                                                                     | |
| 74  | Noriko Ogawa                  | I/II        | juillet 2002 [I]juillet 2005 [II]             | BIS CD-1955/56,                                                                         | Intégrale de l'œuvre pour piano. |
| 75  | Evgeni Koroliov               | I/II        | 2004                                          | Tacet 131                                                                               | |
| 76  | Steven Osborne                | I/II        | 6-8 janvier 2006                              | Hyperion CDA 67530                                                                      | |
| 77  | Newena Popow                  | I/II        | 30 septembre/8 octobre 2006                   | Blumlein Records                                                                        | (OCLC 1184492753) |
| 78  | Jean-Efflam Bavouzet          | I/II        | 6-8 novembre 2006                             | Chandos CHAN 10421                                                                      | Intégrale de l'œuvre pour piano. |
| 79  | Jorge Federico Osorio (es)    | I/II        | 2007                                          | Cedille                                                                                 | (OCLC 1241538364) Avec Liszt, Sonnets de Pétrarque, Les jeux d'eaux à la Villa d'Este et Vallée d'Obermann extraits des Années de pèlerinage. |
| 80  | George Lepauw                 | I/II        | 1er août 2007                                 | Orchid Classics ORC100141                                                               | (OCLC 1228908892 et 1245962907) Publié à l'occasion du 160e anniversaire de la naissance de Debussy. |
| 81  | Nelson Freire                 | I           | juin 2008                                     | Decca 478 1111                                                                          | Avec Children's Corner |
| 82  | Hiroko Sasaki                 | I/II        | 29-30 octobre29-30 novembre 2010              | Piano Classics                                                                          | Piano Pleyel 1873. |
| 83  | Marc-André Hamelin            | II          | 22 avril 2011                                 | Hyperion                                                                                | Avec les Images. |
| 84  | Ivan Ilić                     | I/II        | 2011                                          | Paraty                                                                                  | (OCLC 1103709747) Ivan Ilić ne respecte pas l'ordre des partitions, mais : I-5, 2, 11, 6, 9, 4, 3, 1, 7, 12, 8, 10 ; II-6, 2, 8, 10, 11, 7, 9, 3, 1, 5, 4, 12. |
| 85  | Alekseï Lioubimov             | I/II        | avril 2011                                    | 2 CD ECM 2241-42 / 4764735                                                              | (OCLC 873623340) Sur pianos Bechstein 1925 [I] et Steinway 1913 [II]. Avec Trois Nocturnes (transcription pour deux pianos : Maurice Ravel) et le Prélude à l'après-midi d'un faune (deux pianos, trans. Claude Debussy), Alexei Zuev, piano II. |
| 86  | Pierre-Laurent Aimard         | I/II        | mai 2012                                      | DG 477 9982                                                                             | (OCLC 820374362) |
| 87  | Michel Béroff                 | I/II        | 8-11 mai 2012                                 | SACD Lyrinx LYR 2281                                                                    | (OCLC 948664234) |
| 88  | Philippe Bianconi             | I/II        | 2012                                          | La Dolce Volta                                                                          | |
| 89  | Pascal Rogé                   | I/II        | 2012                                          | Onyx 4095                                                                               | Intégrale de l'œuvre pour piano. The Debussy Edition. |
| 90  | Michael Lewin                 | II          | 2014                                          | Blu-ray Sono Luminus DSL-92175                                                          | |
| 91  | Francesco Piemontesi          | I/II        | 2014                                          | Naïve V5415                                                                             | |
| 92  | Christopher Devine (en)       | I/II        | 20142015                                      | Grand Piano                                                                             | Intégrale de l'œuvre pour piano. |
| 93  | Marco Tezza (en)              | I/II        | 2015                                          | Ævea                                                                                    | |
| 94  | Fazıl Say                     | I           | mars 2016                                     | Warner Classics                                                                         | Avec Erik Satie. |
| 95  | Alexandre Melnikov            | II          | octobre 2016                                  | Harmonia Mundi HMM 902302                                                               | Piano Érard c.1885. |
| 96  | Paavali Jumppanen (en)        | I/II        | juin/août 2016                                | Ondine 1304-2D                                                                          | Avec Children’s Corner. |
| 97  | Sylvie Nicephor (en)          | I/II        | 20162017                                      | Calliope CAL1853                                                                        | |
| 98  | Vanessa Benelli Mosell        | I           | 2017                                          | Decca                                                                                   | Avec la Suite bergamasque. |
| 99  | Célimène Daudet               | II          | avril 2017                                    | NoMadMusic NMM046                                                                       | (BNF 45422305) Avec Olivier Messiaen, Huit préludes (1929). |
| 100 | Eloïse Bella Kohn             | I/II        | 11-15 septembre 2017                          | Hänssler HC18085                                                                        | (OCLC 1089811369) |
| 101 | Vladimir Ashkenazy            | I/II        | 29 octobre 2017 [I]20 novembre 1971 [II]      | Paladio Music PM0100                                                                    | |
| 102 | Maurizio Pollini              | I/II        | juin 1998 [I]sept./oct. 2016 [II]             | DG 445 187-2 / 4835899                                                                  | (OCLC 1051461120) [I] avec L'Isle joyeuse et [II] avec En blanc et noir |
| 103 | Jörg Demus                    | I/II        | 2018                                          | Musica Viva                                                                             | Intégrale de l'œuvre pour piano. |
| 104 | Javier Perianes               | I           | 2018                                          | Harmonia Mundi                                                                          | |
| 105 | Véronique Bonnecaze           | I           | 26-28 mars 2018                               | Paraty                                                                                  | (OCLC 1099681387) Avec Images II. |
| 106 | Martin Klett                  | I           | mai 2019                                      | Cavi                                                                                    | Avec George Crumb, Makrokosmos I |
| 107 | Mayuko Ozawa                  | II          | 2020                                          | LiveNote                                                                                | (OCLC 1267411193) Avec les Études. |
| 108 | Jacopo Salvatori (en)         | I/II        | 2020                                          | Ævea                                                                                    | Intégrale de l'œuvre pour piano. |
| 109 | Cyril Guillotin (en)          | I/II        | 28-31 juillet 2020                            | Calliope CAL2184                                                                        | Poèmes dits par François Marthouret. |
| 110 | Dennis Lee                    | I/II        | 2020                                          | ICSM Records/Omnia ICSM 015                                                             | Intégrale de l'œuvre pour piano. |
| 111 | Ikuyo Nakamichi               | I           | 2021                                          | RCA                                                                                     | Avec Images I & II et L'Isle joyeuse |
| 112 | François Chaplin              | I/II        | 20002022 ?                                    | Verany PV700 031 / PV702 101 PV707091/6 / 6 CD Arion                                    | (OCLC 718693234) Intégrale de l'œuvre pour piano. Sur piano Steinway. |
| 113 | Jean-Paul Gasparian (en)      | I           | 2022                                          | Naïve V 7958                                                                            | (OCLC 1390444587) |
| 114 | Jan Michiels                  | I/II        | février 2022                                  | Passacaille                                                                             | (OCLC 1343951887) Piano Érard 1894. L'intégralité des deux cachiers des Préludes de Debussy se présentent en alternance des Études de György Ligeti, des Préludes de Frédéric Chopin et de György Kurtág (non détaillés ici) : II-1, 11, 10, I-10, 5, II-8, I-2, 4, 7, II-4, I-8, II-12, 7, 2, 3, I-9, II-5, I-11, 3, II-6, I-1, 12, II-9, I-6. |
| 115 | Konstantin Emelyanov          | I           | avril 2022                                    | Fuga Libera FUG812                                                                      | (OCLC 1376281804) Avec Prokofiev (Visions fugitives) et Barber. |
| 116 | Vestard Shimkus               | I/II        | 2023                                          | Artalinna                                                                               | |

### Sélections
Le tableau suivant liste les disques des interprètes qui n'ont enregistré qu'un choix de quelques pièces parmi l'un ou l'autre des deux cahiers. Walter Gieseking, Robert Casadesus, Sviatoslav Richter (pour le Livre II), Samson François et Friedrich Gulda, ayant enregistré l'intégrale.
|    | pianiste                      | date                                              | label/ref.                                                 | note |
| -- | ----------------------------- | ------------------------------------------------- | ---------------------------------------------------------- | --- |
| 1  | Claude Debussy                | 1er novembre 1913                                 | Pierian Recordings Society 0001                            | (OCLC 1331453782) Sur piano mécanique Welte Mignon.5 préludes : I-1, 10, 11, 12 et 3.                                                                                                |
| 2  | Walter Gieseking              | c. 1920                                           | -                                                          | Piano mécanique Welte Mignon.Quatre préludes : I-1, 10, 11, 12. |
| 3  | Walter Gieseking              | 1925                                              | Homocord / APR 6013                                        | I-12. |
| 4  | Alfredo Casella               | février 1926novembre 1926                         | Editore Discografico Crisopoli-Fonoteca                    | (OCLC 1116424748) Sur piano mécanique Welte Mignon (nos 7267 et 7536). 2 préludes : II-6II-7.                                                                                        |
| 5  | Marie Novello (en)            | mai 1926                                          | 78 tours Edison Bell VF 674                                | I-10. |
| 6  | Marius-François Gaillard      | 22 novembre 19285 avril 19293 février6 juin 1930  | Pathé / APR 6025                                           | I-10I-1, 8, 9, 12II-3, 6II-8, 9. |
| 7  | Eduard Erdmann                | 1928                                              | Polydor / Bayer-Dacapo BR 200 044                          | Dans « enregistrements 1928-1945 » : I-12 et II-8. |
| 8  | Marcel Ciampi                 | 11 juin 192811 janvier/3 mai 19291er juillet 1931 | Columbia / Marston                                         | I-5, 8, 9, 10, 12I-11, 3,II-12. |
| 9  | Arthur Rubinstein             | 24 janvier 1931                                   | RCA 09026-63002-2                                          | (OCLC 1183571584) Intégrale Rubinstein RCA, vol. 2. I-10. |
| 10 | Carmen Guilbert               | 1931/1933                                         | Pathé / APR 6025                                           | Dates précises inconnues : I-12 et II-5. |
| 11 | George Copeland               | 21 mars 193324 avril 1936                         | Victor / Pearl GEMS 0001                                   | I-10, II-5, 6, 7, 8, 10I-2, II-3, |
| 12 | Walter Gieseking              | 10 août 1938                                      | Tahra                                                      | I-1 à 9, 11-12. |
| 13 | Heinrich Neuhaus              | 19461948                                          | « École de piano Russe » vol 2, BMG/Melodiya 74321 25174 2 | Huit préludes : I-6, 4, 5, II-5, I-12I-1, 9, II-3. |
| 14 | Walter Gieseking              | 9 avril 1947                                      | Music & Arts                                               | Deux préludes : I-10, II-12. |
| 15 | Walter Gieseking              | 23 mai 1950                                       | Arkadia                                                    | I-1, 2, 5, 6, 8, 10-12, II-1 à 3, 5, 6, 8, 12. |
| 16 | Arthur Rubinstein             | 13-14 mai 1953                                    | RCA                                                        | I-8, 10, 12, II-7, 8. |
| 17 | Walter Gieseking              | 20 novembre 1953                                  | INA/Tahra TAH 409/412                                      | Enregistrement dans les studios de la Radio française. Trois préludes : I-7, 8, 10.                                                                                                  |
| 18 | Edith Fischer                 | années 1950                                       | HMV DLP 1141                                               | II-10, 3, I-6, II-12. Avec Ravel, Sonatine. |
| x  | Iakov Flier                   | 1954                                              | RCD 16284                                                  | I-10, 12, II-5. Avec extraits Suite Bergamasque, Liszt, Mendelssohn et Bach-Busoni.                                                                                                  |
| 19 | Robert Casadesus              | 20 décembre 1955                                  | Columbia                                                   | Enregistrement à Cleveland, Severance Hall. II-6, 7. |
| 20 | Witold Małcużyński            | 1956                                              | EMI                                                        | I-10, dans Malcuzynski Encores. |
| 21 | Ruth Slenczynska (en)         | 28 juillet 1958                                   | Decca / DG ELQ4841302                                      | Intégrale des enregistrements Decca : I-8. |
| 22 | Samson François               | 3 mai 1960                                        | SWR 19060                                                  | Concert, Ettlingen. I-10, 11, II-12. |
| 23 | Sviatoslav Richter            | 16 juin 1960                                      | RCA 09026-63844-2                                          | Concert au Mosque Theatre, Newwark. Un prélude donné en Bis : I-5. |
| 24 | Kiyoko Tanaka (de)            | 12-13, 16 janvier 1961                            | LP King Records KC 3002                                    | I-5, 6, 7, 8, 9, 10, 12, II-1, 4, 7, 8, 12. |
| 25 | John Ogdon                    | mars 1961                                         | 17 CD EMI 7 04637 2                                        | I-8, 11. |
| 26 | Sviatoslav Richter            | octobre 1961                                      | Vanguard ATM-CD-1586                                       | Concert, Paris, Palais de Chaillot. Quatre préludes : I-6, 9, 10, 11. |
| 27 | Samson François               | 3 avril 1962                                      | King Records CDSMBA087                                     | Enregistrement Paris, ORTF. I- 1-5, 8, 10-12 et II-12. |
| 28 | Vladimir Horowitz             | 1963                                              | Columbia Masterworks MS 6540                               | II-4, 5, 6. |
| 29 | Robert Casadesus              | 11 février 1964                                   | Sony SM2K 62623                                            | (OCLC 743003982) Enregistrement à Amsterdam, au Concertgebouw. Six Préludes : I-8, 9, 10, II-6, 8, 12.                                                                               |
| 30 | Arthur Rubinstein             | 1964                                              | DVD Idéal Audience                                         | (OCLC 939147850) Concert, Moscou. II-8. |
| 31 | Alexis Weissenberg            | mars 1968                                         | RCA LSC-3090 / 74321 24214 2 / 7 CD Sony 8985301502        | Enregistrement à Paris. I-8. Avec Suite Bergamasque et Children's Corner. |
| 32 | Earl Wild                     | 25 avril 1968                                     | LP Reader's Digest RD4-202 / Ivory Classics CD-70805       | Enregistré à Londres. I-5, 8. |
| 33 | Samson François               | 16 novembre 1968                                  | Weitblick SSS0021-2 / 54 CD Erato 19029526186              | Enregistrement Tokyo, Théâtre Nissay. I-1, 8, 10-12 et II-12 ; avec Pour le piano ; Fauré et Franck (Prélude, choral et fugue).                                                      |
| 34 | Daniel Adni (en)              | 1971                                              | EMI                                                        | I-8, II-12. |
| 31 | Van Cliburn                   | 22 janvier 1972                                   | RCA 09026-63567-2 / 28 CD Sony 88765407232                 | Enregistrement à New York - Webster Hall. Dans My Favorite Debussy. II-7, II-12, I-8.                                                                                                |
| 32 | Van Cliburn                   | mai/juin 1972                                     | LP Melodiya 33CM 03505-16 / 5CD Melodiya MEL CD 10 01617   | Concert de Moscou, grande salle du conservatoire. II-7, I-8. |
| 33 | Arturo Benedetti Michelangeli | 29 avril 1977                                     | Aura 225-2                                                 | Neuf Préludes du Livre I : I-1, 2, 4, 7, 8, 9, 10, 11, 12 ; avec Children's Corner et les Images I et II.                                                                            |
| 34 | Friedrich Gulda               | octobre 1978                                      | LP Amadeo 6514 226 / MPS Records                           | (OCLC 1111767486) I-8, II-12. Le CD enregistré en concert, rajoute : I-4, I-1, II-7.                                                                                                 |
| 35 | Ivan Moravec                  | 1983                                              | Vox CDX 50103                                              | I-6. Avec Images I et II, Estampes et un récital Chopin. |
| 36 | Sviatoslav Richter            | 27 mars 1984                                      | King Records KKC-2083                                      | Concert, Tokyo. I-1 à 7, 9-11 et 'Reflets dans l'eau (extr. Image I). Avec Haydn, Sonates nos 39 et 47 (Hob. XVI : 24 et 32). Également paru en DVD chez Parnassus PDVD 1209.        |
| 37 | Jörg Demus                    | 1985                                              | Christophorus 75592                                        | Récital d'extraits d'œuvres de Debussy, dont quatre Préludes : II-5, 7, I-8, 10. |
| 38 | John Ogdon                    | août 1988                                         | IMP Records 6701202                                        | I-8. Avec Beethoven, Ravel et Satie. |
| 39 | Jorge Bolet                   | 21-23 septembre 1988                              | Decca 425 518-2 / Universal Classics 480 1331              | Enregistré à San Francisco. 16 préludes : I-1, II-3, I-6, I-11, I-9, I-3, II-5, II-6, II-10, I-7, I-8, I-12, I-10, II-8, II-7, II-12.                                                |
| 40 | Klára Körmendi                | 28 novembre 1988                                  | Naxos 8.550253                                             | I-6, 8, 11, II-6, 7, 12. |
| 41 | Sviatoslav Richter            | 13 janvier 1993                                   | Aura/Ermitage ERM 422-2                                    | Concert, Cosenza, Teatro Morelli. 6 préludes : II-1, 2, 3, 4, 5, 10. |
| 42 | Alexander Gurning (en)        | 2004                                              | EMI Classics 5 62665-2                                     | (OCLC 809793267) 6 préludes : I-2, 3, 6 8, 9, 12. Avec Images II, Prélude à l'Après-midi d'un faune (transcription : Leonard Borwick) et Stravinski, Trois mouvements de Pétrouchka. |
| 43 | Hélène Grimaud                | décembre 2014                                     | DG                                                         | (OCLC 1252589153) Dans Water : I-10. |
| 44 | Cyril Huvé                    | juillet 2017                                      | Évidence EVCD045                                           | Avec un programme Liszt (Sonate en si mineur), Schubert-Liszt et Scriabine (Vers la flamme, Poème nocturne) et trois Préludes : I-6, 10, II-1.                                       |
| 45 | Hans H. Suh                   | 14 septembre 2018                                 | Genuin GEN 19643                                           | Enregistré à la Christian-Zais-Saal de Wiesbaden, lors de l’International German Piano Award (en). II-7.                                                                             |
| 46 | Hai-Kyung Suh (en)            | 2019                                              | DG                                                         | Dans Sound Paintings. II-12, avec quelques autres pièces ; Lowell Liebermann (Gargoyles (Liebermann) (en)) et Moussorgski (Tableaux).                                                |
| 47 | Daniel Ciobanu (pl)           | mai 2020                                          | Accentus Music ACC30515                                    | (OCLC 1221004196) I-2, 5, 6, 8, 9, 12. Avec Enesco, Prokofiev et Liszt. |
| 48 | Víkingur Ólafsson             | 2020                                              | DG 883 7701                                                | Dans Debussy · Rameau, avec notamment : I-6, 8, II-8. |

### Orchestrations
Outre Leopold Stokowski et Hans Zender, il y a : 
- Orchestration de Hans Henkemans (pub. Donemus 1971 et 1972) (OCLC 1206297134 et 68464266).
- Orchestration de Niels Rosing-Schow (en) (14 préludes pour ensemble de chambre avec harpe, flûte, trompette, basson, clarinette, contrebasse et trio à cordes) :
  - Jean Thorel, Danish Chamber Players (2001, Mandala MAN 5025)[59]
- « Recomposition » de Luc Brewaeys (2004 et 2005, commande de l'Orchestre d'Antwerp) :
  - Daniele Callegari, Royal Flemish Philharmonic Orchestra (décembre 2004, juillet 2005, SACD Talent Records DOM3810 04/05)
- Orchestration de Colin Matthews :
Le cycle conçu par Matthews s'achève avec une de ses propres compositions intitulée Monsieur Croche, allusion au nom de plume de Debussy critique musical.
  - Mark Elder, Hallé Orchestra of Manchester (14–16 juillet 2006 ; 20–21 juin 2007 et 4 mai 2008, Halle Concerts Society HLD 7527) — Premier enregistrement mondial. Diapason d'Or
  - Jun Märkl, Orchestre national de Lyon (14-17 avril 2010, Naxos 9.70215)
- Orchestration par Peter Breiner (en) :
  - Jun Märkl, Orchestre national royal d'Écosse (16-18 juin 2011, Naxos 8.572584)

### Autres transcriptions et arrangements
violoncelle et piano
- Mischa Maisky, violoncelle et Martha Argerich, piano : I-12 [arrangement de Maisky] (décembre 1981, Martha Argerich Edition - Chamber Music 8 CD EMI 0 94014 2)

harpe
- Xavier de Maistre, harpe (janvier 2008, RCA 88697222492) dans Nuit d'Étoiles : I-1, 2, 8.

clarinette  et harpe
- Yuko Sekine et Kaya Watanabe, La fille aux cheveux de lin [arrangement de Graham Mackie pour clarinette et harpe] (2019, Prelude Music YSC0002) (OCLC 1138471074)

jazz
- Le Trio Jacques Loussier : piano, contrebasse, batterie (2000, Telarc CD-88511), présente un choix de pièces de Debussy façon jazz, dont deux préludes : I-8 et 10.

### Ouvrages généraux
- François-René Tranchefort (dir.), Guide de la musique de piano et de clavecin, Paris, Fayard, coll. « Les Indispensables de la musique », 1987, 867 p. (ISBN 978-2-213-01639-9, OCLC 17967083)
- Guy Sacre, La musique de piano : Dictionnaire des compositeurs et des œuvres, A-I, Paris, Robert Laffont, coll. « Bouquins », 1998, 1495 p. (ISBN 2-221-05017-7), p. 917

### Monographies
- Marguerite Long, Au piano avec Claude Debussy, Paris, Billaudot, 1960, 170 p.,
- Jean Barraqué, Debussy, Paris, Seuil, coll. « Solfèges », 1962, réed. 1994, 250 p. (ISBN 978-2-02-020626-6 et 2-02-020626-9),
- Edward Lockspeiser et Harry Halbreich, Debussy, sa vie et sa pensée : Analyse de l'œuvre, Paris, Fayard, 1980, 823 p. (ISBN 2-213-00921-X),
- André Boucourechliev, Debussy, la révolution subtile, Paris, Fayard, coll. « Les chemins de la musique », 1988, 123 p. (ISBN 978-2-213-60030-7).